# Східноафриканська кампанія (Перша світова війна)
Східноафрика́нська кампа́нія Пе́ршої світово́ї війни́ (1914–1918) — військова кампанія, що тривала протягом усієї Першої світової війни у східній частині Африканського континенту на території колоніальних держав, що існували на той час. Кампанія становила серію невеликих битв та незначних за розмахом та інтенсивністю боїв і акцій партизанського руху, який розпочався в Німецькій Східній Африці, а згодом перекинувся на території Португальського Мозамбіку, Британської Східної Африки, Північної Родезії, Ньясаленду та Бельгійського Конго. Основні події кампанії завершилися до листопада 1917 року. О 07:30 14 листопада 1918 року німецькі війська остаточно капітулювали.
Основою стратегії німецьких колоніальних військ під проводом оберстлейтенанта (пізніше генерал-майора) П. фон Леттова-Форбека було ведення активних партизанських дій, спрямованих на максимальне відволікання британських та інших військ від Західного фронту. Частково ця стратегія вдалася, воєнні дії на сході континенту потребували від британського уряду, а також бельгійців та португальців значних фінансових та матеріальних витрат.

## Передумови

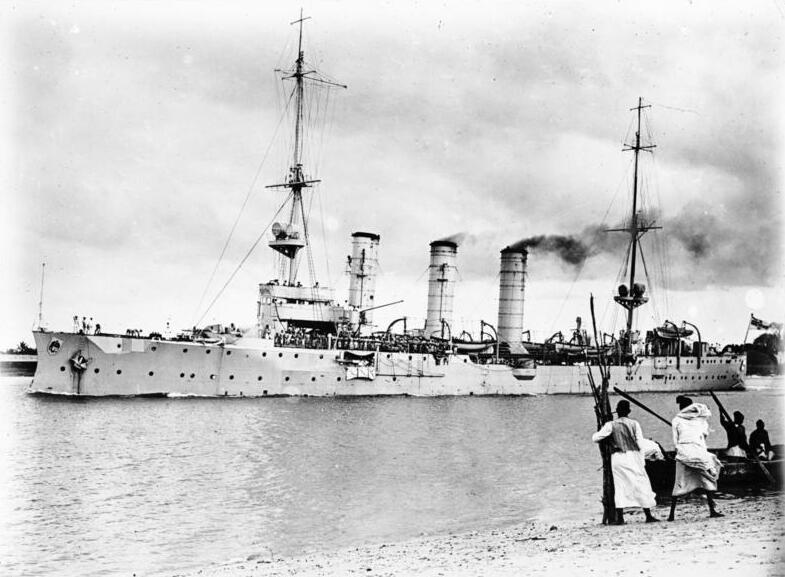
Німецький рейдер легкий крейсер SMS «Кенігсберг» у порту Дар-ес-Салама. Німецька Східна Африка. 1914

Німецька колонія в Східній Африці — Німецька Східна Африка (нім. Deutsch-Ostafrika) була заснована в 1885 році на території сучасних Танзанії (континентальної частини країни Танганьїки), Бурунді і Руанди. Загальна площа колоніальних володінь імперії становила 995 000 км2 і мала населення 7,5 млн чол. Усіма підданцями кайзера керували лише 5 300 німецьких колонізаторів. Німці доклали багато зусиль намагаючись перетворити колонію на квітучу провінцію, вони в найсучасніший спосіб культивували землі, прокладали залізниці, будували школи для місцевого населення, але економічного прибутку від своєї Східної Африки Німецька імперія так ніколи й не отримала: колонія продовжувала субсидіюватися урядом Німецької імперії. Більш того, тубільне населення час від часу підіймалося на боротьбу зі своїми завойовниками, регіон зворушували нескінчені повстання. У 1904—1905 роках колонію охопило потужне повстання Маджі-Маджі, наслідки протистояння якого зберігалися до початку Першої світової. На придушення їх німці кидали, так звані «сили захисту», Schutztruppe, які налічували 260 європейців та 2 470 африканців. Додатково роль парамілітарних підрозділів грали загони місцевого ландштурму з-поміж 2 700 німецьких поселенців.
З початком світового конфлікту в Європі, керманичі колоній на сході Африки, що німецької, так й британської дотримувалися умов Конголезької домовленості, за якою сторони зобов'язувалися дотримуватися нейтралітету і не втручатися у конфлікт. Разом з цим, німецька експансіоністська політика на Африканському континенті підбурювалася апологетами до створення аналогії геополітичного проекту, так званої Серединної Європи — Німецької Центральної Африки (нім. Deutsch-Mittelafrika). Ці території мали охоплювати величезні землі в Центральній Африці від Індійського до Атлантичного океану, зокрема Бельгійське Конго, португальський Мозамбік та Анголу тощо, й мали за мету об'єднання наявних німецьких колоній в єдиний надпотужний життєвий простір для Німецької імперії на континенті. Однак, у реалії, загарбницькі плани кайзерівських стратегів були дуже далекі від дійсності, військові сили в колоніях були надзвичайно слабкі та мало пристосовані для ведення війн такого масштабу.
З іншого боку, британці, португальці та бельгійці, котрі сусідили з німецькими колоніями у цій частині Африки, експансії німців не могли протиставити щось серйозне та потужне. Військові компоненти в їхніх колоніях також були недосконалими й головним їхнім завданням було придушувати численні повстання тубільців, аніж вести величезні за розмахом воєнні дії.
Разом з цим, німцями в колонії спішно будувалися дві залізниці — одна на півночі, в Узамбара, поблизу британського кордону, де були найбільш щільно заселені колоністи, й інша, центральна, від гавані Дар-ес-Салама до Кігома на озері Танганьїка, тобто до бельгійського Конго; ці ж залізничні лінії мали полегшити оборону колонії в разі війни.

## Війна
З початком світової війни усі африканські колонії Німецької імперії опинилися в повній ізоляції від метрополії, в глибині величезних європейських колоніальних імперій, і, як правило відокремлені одна від одної. Жодних шансів отримувати підкріплення і постачання у німців не було. Водночас, стан справ у союзних армій в Африці був аналогічний; основна маса їх військ перебувала в Європі та на інших театрах війни.
Командувачем військами у Східноафриканській німецькій колонії був оберстлейтенант Пауль фон Леттов-Форбек, який на відміну від губернатора Дар-ес-Саламу схильного до капітуляції, категорично відмовився скласти зброї й визначив, що основним завданням невеличкого військового компоненту у цій війні буде відтягування на себе якомога більшої кількості ворожих військ, які в іншому випадку можуть бути перекинуті на Європейський театр війни. Зокрема, офіцер, який прибув на посаду командувача усіма німецькими військами в колонії у квітні 1914 року, мав значний бойовий досвід, здобутий під час придушення боксерського повстання в Китаї та повстання племен гереро і нама у Намібії. Він замислив утворити загрозу для стратегічно важливої британської залізниці в Уганді та в такій спосіб примусити британців перекинути ще більше регулярних військ на схід Африки для охорони усіх важливих комунікацій. Ще в 1912 році німецьке командування розробило стратегію дій на випадок конфлікту з іншими країнами: відступити вглиб колонії та продовжувати партизанську війну, сковуючи противника нападами та діями із засідок.

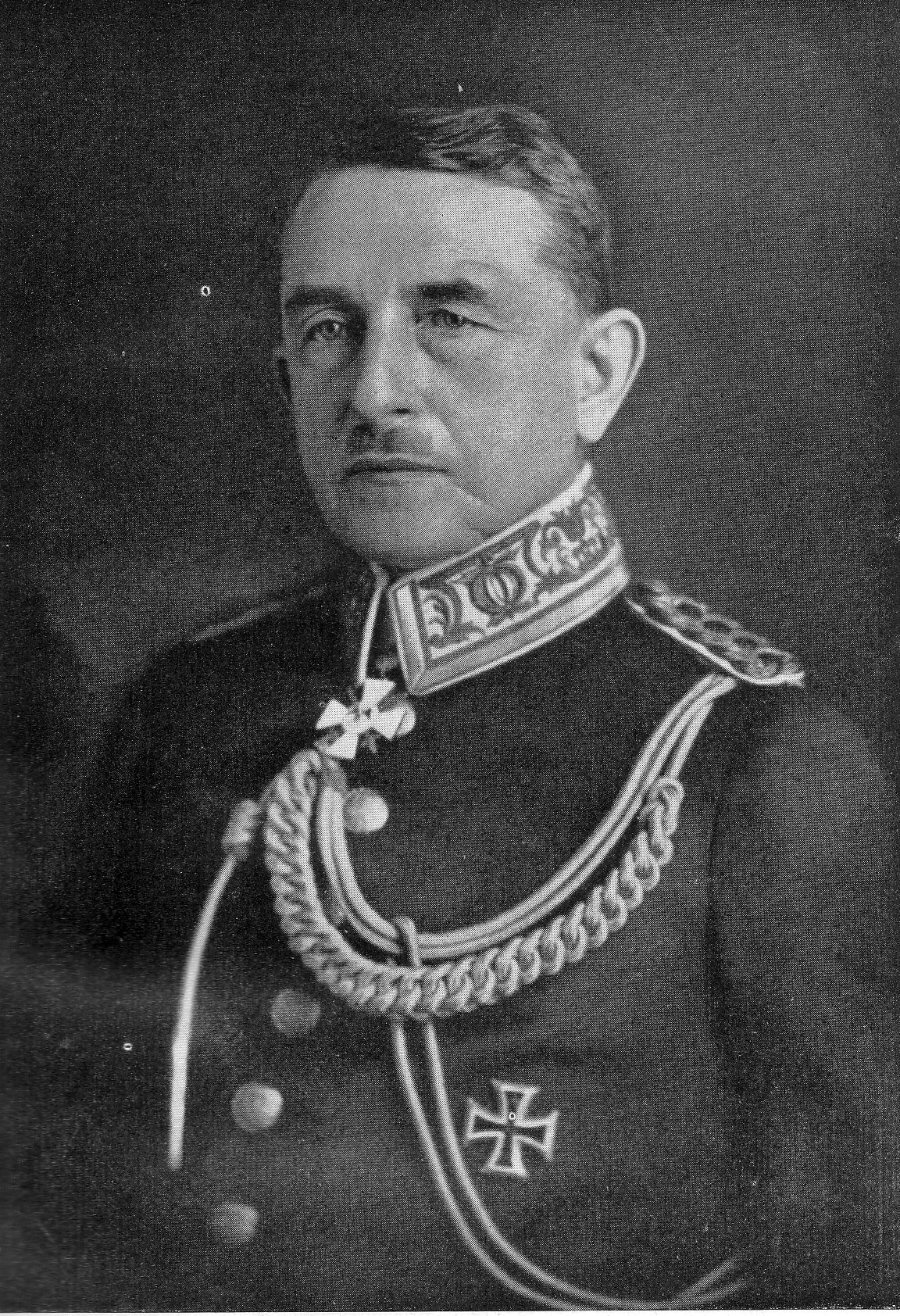
Німецький губернатор Східної Африки Г.Шнеє. 1914

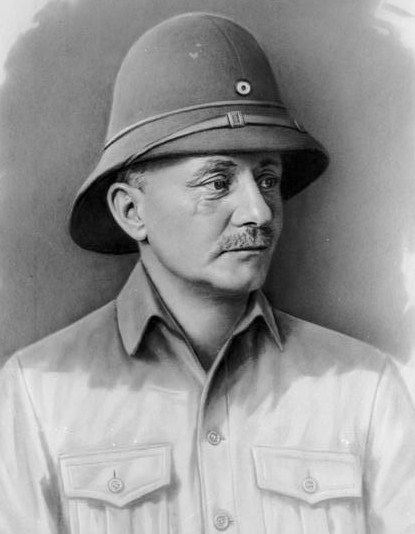
Командувач німецькими військами у Східноафриканській колонії оберст-лейтенант Пауль фон Леттов-Форбек. 1914

### Початок бойових дій
Першими порушили умови Конголезької угоди британці. 5 серпня 1914 року, їхні прикордонні підрозділи з території протекторату Уганда атакували німецькі спостережні пости поздовж озера Вікторія, а 8 числа бойові кораблі Королівського флоту крейсер другого класу HMS «Астрея» та бронепалубний крейсер HMS «Пегасус» піддали артилерійському обстрілу Дар-ес-Салам. Вогнем корабельної артилерії британці знищили радіостанцію міста, через загрозу негайної висадки ворожого десанту, німці затопили на вході в порт плавучий док. Це спричинило проблему, пізніше німецький рейдер легкий крейсер SMS «Кенігсберг» не зміг повернутися на базу.
У відповідь, П.фон Леттов-Форбек попри вагань губернатора Г.Шнеє вжив активних заходів щодо підготовки до битви. Вважаючи на те, що німецький губернатор не мав наміру вступати в бойові дії з британцями, він був фактично зміщений зі свого поста воєначальником, який, по суті, й прийняв на себе всю повноту влади в колонії в умовах воєнного часу. Під його проводом на літо 1914 року було тільки 260 німецьких військовиків та 2 472 вояки-аскарі, котрі входили до складу шутцентруппе, еквівалент двох батальйонів британських королівських африканських стрільців, що перебували у східних колоніях британської корони.
Вже 15 серпня 1914 року, 300 німецьких аскарі з Моші на півночі Танзанії вперше атакували британський гарнізон у місті Тавета поблизу Кіліманджаро. З вересня німці розпочали повноцінні рейдові дії проти противника у Британської Східної Африці та Уганді, турбуючи британців своїми нападами. При цьому невеликі мобільні загони П.фон Леттов-Форбека спромоглися завдати британцям кілька поразок у боях місцевого значення.

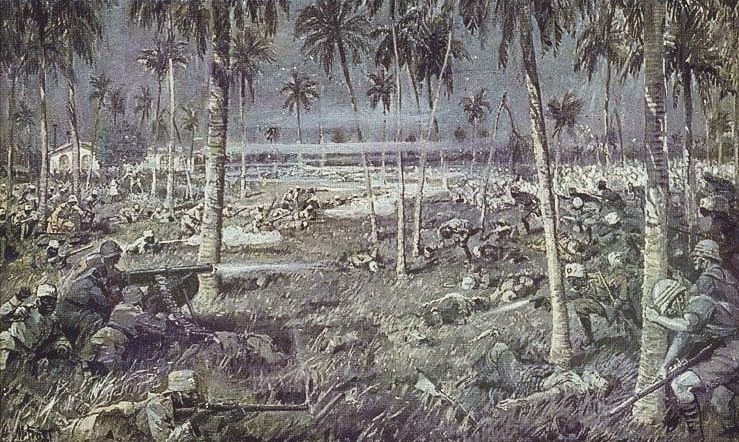
Битва за Тангу. Східноафриканська кампанія. 3-5 листопада 1914

Роздратоване постійними нападами на свої поселення, британське командування розробило двохетапний план розгрому військ П.фон Леттов-Форбека, що діяли поздовж сучасного кенійсько-танзанійського кордону, та захопити північні регіони німецької колонії. На першому етапі вісім тисяч вояків Британської імперії Індійських експедиційних сил «B», у складі двох бригад мусили висадитися 2 листопада 1914 на африканський берег та опанувати вороже місто Танга, важливий морський порт на узбережжі Індійського океану та транспортний вузол Узамбарської залізниці. Одночасно, 3 листопада чотирьохтисячне військо сил «C», у складі одної бригади завдавало удару з Британської Східної Африки на Моші. На другому етапі, з опануванням Танга, сили «B» мали швидко просуватися на північний захід, де з'єднатися з угрупованням «C» та остаточно знищити розтрощені та дезорганізовані німецькі війська. Британські війська переважали противника на напрямку Танга у співвідношенні 8:1 та 4:1 в районі гори Лонгідо.
Варто відмітити, що під проводом П.фон Леттов-Форбека на той час більшість з його вояків становили тубільні солдати-аскарі, однак колоніальні загони німців змогли відбити спробу висадки восьмитисячного британо-індійського десанту на стратегічно важливий порт. Німецький гарнізон втратив 71 солдата загиблим, зокрема 16 німців, ще 76 вояків були поранені. З боку Індійського експедиційного корпусу було втрачено тільки вбитими 360 чоловіків, ще 487 було поранено й 148 — зникло безвісти. Як згодом описав ці події в офіційному виданні збірника британської історії, Чарльз Гордерн це «один з найвідоміших провалів у британській військовій історії».

### Битви на морі та озерах

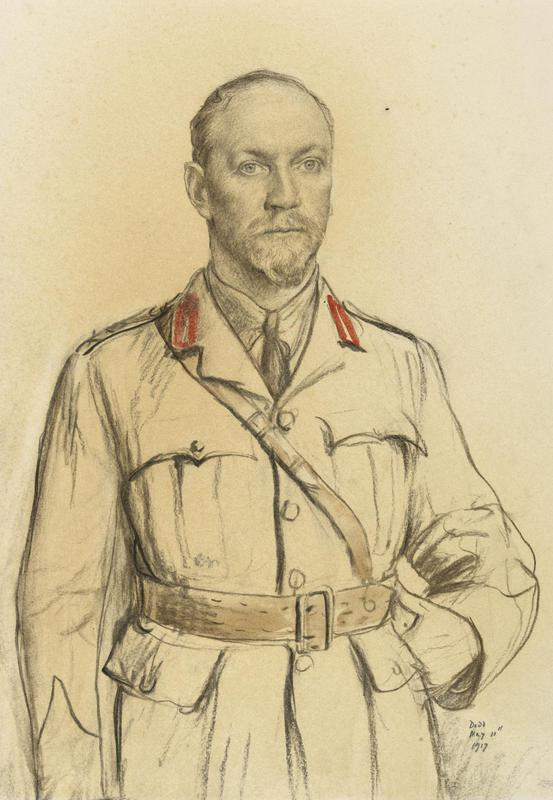
Командувач військами Британської імперії у Східноафриканській колонії генерал Ян Смутс. 1917

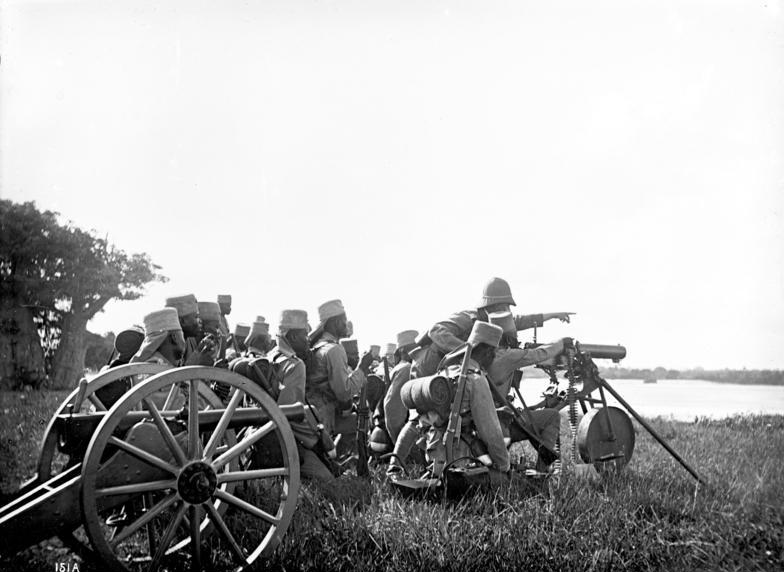
Кулеметна обслуга аскарі на чолі з німецьким командиром

На морі поблизу німецької колонії діяв рейдер легкий крейсер Імперських ВМС SMS «Кенігсберг». 20 вересня 1914 року він потопив у битві в бухті Занзібару британський бронепалубний крейсер HMS «Пегасус» і влаштував рейдові атаки на ворожі кораблі та судна, періодично переховуючись у дельті річки Руфіджі на сході Танганьїки. Згодом ескадра британського флоту, що ганялася за невловимим рейдером в акваторії Індійського океану, отримала на посилення один старий лінійний корабель та два монітори з 150-мм гарматами головного калібру.
Врешті-решт, 11 липня 1915 року загнаний у кут німецький крейсер прийняв бій на рейді річки Руфіджі. Британці за підтримки повітряної розвідки, що велася літаками «Caudron» і Farman HF.20, котрі базувалися на аеродромі острову Мафія знайшли район, де переховувався ворожий бойовий корабель, і протягом битви здійснювали коректування вогню. Німці ув'язалися в артилерійську дуель, але унаслідок нищівного вогню важких корабельних артилерійських систем противника, що значно переважали німецькі, SMS «Кенігсберг» був майже знищений.

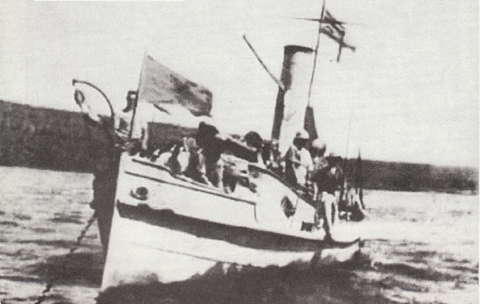
Колишній німецький пароплав «Кінгалі» захоплений та перейменований британцями на HMS «Фіфі»

Тим часом, у водній акваторії озера Вікторія розгорнулися військові дії між протиборчими сторонами. Німці мали тільки два озброєних 37-мм гарматою QF 1 буксири «Гельмут фон Віссманн» та «Кінгалі», які, хоча й не становили серйозної загрози прибережним містам, водночас мали значний психологічний вплив на британське населення. У свою чергу, британці на озері мали озброєні пароплави, переоснащені на канонерські човни SS «Вільям Маккіннон», SS «Кавірондо», SS «Вінфред» та SS «Сибіл». Під час однієї із сутичок німецькі вояки потопили буксовану баржу з гарматою. Згодом вони підняли її з дна та використали її артилерійську систему в наземних боях, а власно баржу для перевезень військ.
На півдні колонії в районі озеро Танганьїка з початку активної фази війни німці цілковито панували на просторі, на якому тримали 3 озброєні пароплави та два неозброєні моторні човни. Спочатку, союзні війська не становили загрози цьому мініатюрному флоту й німці почували себе доволі вільно та безжурно. Однак, у 1915 році британці транспортували суходолом через Південну Африку на відстань 4 800 км два новітніх моторних човни HMS Mimi та HMS Toutou. Невеликі за розміром швидкісні катери були оснащені 47-мм гарматами Гочкіса та кулеметами Максим.
26 грудня 1916 року в битві на озері Танганьїка британці несподіваною атакою пошкодили та захопили німецький пароплав «Кінгалі», що був згодом перейменований ними на HMS «Фіфі». 9 лютого 1916 року ще один німецький озброєний пароплав «Гедвіг фон Віссманн» був потоплений у наслідок бою на озері з британо-бельгійськими катерами та човнами під командуванням командера Дж. Спайсер-Сімсона. Єдиний пароплав, що залишився у німців, «Густав фон Готцен», був затоплений командою через загрозу захоплення його бельгійськими військами в липні 1916 року.

### Кампанія 1916 року
Не спромігшись досягти перемоги над невеликим німецьким компонентом, 28 грудня 1915 року британський Військовий комітет вирішив значно посилити власні сили на цьому театрі війни й у 1916 році британські війська у Східній Африці розпочали отримувати великі підкріплення. Командувачем усіх сил був визначений Горацій Сміт-Дорріен, але на шляху до Південної Африки він тяжко захворів на пневмонію й не зміг очолити війська. На його місце був визначений південно-африканський воєначальник Ян Смутс, який 19 лютого 1916 року прибув до Момбаси. Генерал швидко організував усі частини і перейшов у наступ, намагаючись швидко знищити партизанські загони П.фон Леттова. Війська Британської імперії нараховували близько 13 000 південноафриканців, у тому числі бурів, британців, родезійців, 7 000 індійців та 73 300 чоловіків допоміжних сил з африканських племен. У взаємодії з ним діяли бельгійські війська з Конго, а також невеликий компонент португальської армії.
Оберст Пауль фон Леттов-Форбек також не втрачав час і зміг зібрати під своїм командуванням майже 13 000 воїнів за рахунок місцевого населення. Щиро цінуючи його заслуги, 4 листопада 1916 кайзер нагородив офіцера орденом Pour le Mérite, а 10 жовтня 1917 П.фон Летто-Форбек отримав Дубове листя до нього.
Смутс атакував противника одночасно з різних напрямків і після декількох боїв німецькі частини були змушені залишити район Північної залізниці і відступити до Центральної залізниці. Протягом літа британці зайняли Центральну залізницю, а німецькі частини відступили до річки Руфіджі, де оборонялися кілька місяців незважаючи на британський десант у гирлі річки і спробу португальців атакувати з півдня. На заході колонії німецькі частини успішно оборонялися проти британців і бельгійців, і лише наприкінці року відступили в район Махенге.
Жодному з британських формувань не вдалося розгромити, і тим більш захопити німецького лідера. Війська союзників хворіли на хвороби. Так, 9-й південноафриканський піхотний полк розпочав бойові дії з 1 135 вояками у лютому 1916 року, а у жовтні практично без бою в ньому залишилося тільки 116 солдатів.
Наприкінці восени П.фон Леттов-Форбек з основними силами був змушений відступити до південної частини німецької колонії, а Смутс розпочав масштабні перегрупування своїх військ. Він змінив регулярні південноафриканські, родезійські та індійські формування на місцеві підрозділи, укомплектовані аскарі. У січні 1917 року Ян Смутс відбув до Лондону, вважаючи, що він виграв кампанію й у противника не залишилося сил чинити опір.

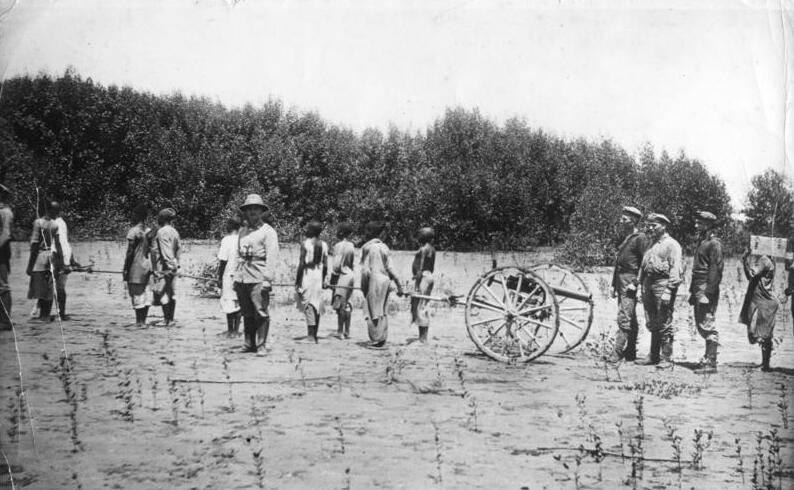
Колона німецьких військ з носильниками тубільного населення на марші. В колоні знятий з німецького крейсера SMS «Кенігсберг» кулемет на рухомій базі

Однак, незважаючи на оптимістичні настрої британців, вони не здобули перемоги. За стандартами Західного фронту, війська Антанти швидко і практично без бойових втрат опанували величезну колонію, хоча й зазнали колосальних втрат через місцеві хвороби. Але, шутцтруппе не були ані розгромлені в боях, ані навіть деморалізовані. П.фон Леттов-Форбек мав у своєму розпорядженні загони загальною чисельністю близько 8 000 чоловіків.

### Кампанія 1917—1918 років
Після відбуття Яна Смутса до Великої Британії, спочатку генерал-майор Реджінальд Госкінс очолив війська союзників у кампанії, а згодом його змінив південноафриканський генерал-майор Якоб ван Девентер. У липні 1917 року союзники розпочали черговий наступ проти німецьких військ і до восени змусили їх відступити на 160 км у південному напрямку.
15-19 жовтня 1917 року, оберст Пауль фон Леттов-Форбек стинався у кровопролитній битві біля Магіва, де німці билися з більш ніж втричі переважаючими силами британської армії. Кайзерівські війська втратили 519 вояків, коли британські втрати становили 2 700 загиблими, пораненими та зниклими безвісти. Коли до Берліна дійшли новини про здобуту перемогу, П.фон Леттов-Форбек був удостоєний звання генерал-майор.
Незважаючи на здобуту перемогу, шутцтруппе змушені були далі відступати на південь, і 23 листопада вони перетнули кордони Португальського Мозамбіку, подолавши річку Рувума. У колонії противника німецькі війська продовжували змагатися з португальськими та британськими формуваннями, маючи при собі в маршових колонах навіть дружин та дітей. Згодом генерал поділив угруповання на три колони. Одна з них на чолі з гауптманом Теодором Тейфель, за умови відсутності їжі та боєприпасів змушена була капітулювати.
У серпні 1918 року війська П.фон Леттов-Форбека повернулися до Німецької Східної Африки, пройшли маршем і прорвалися до Північної Родезії. 13 листопада 1918 року, німці опанували залишене британцями містечко Касама, не знаючи, що ще два дні тому в Європі підписана мирна угода про припинення військових дій і Німецька імперія капітулювала.
14 листопада 1918 року командувач генерал-майор Пауль фон Леттов-Форбек отримав телеграму про завершення війни й погодився скласти зброю. Він здійснив перехід до Аберкорна і 25 листопада 1918 року офіційно капітулював, припинивши свій більш ніж чотирирічний опір військам союзників.

## Підсумки
Східноафриканська кампанія, що велася на величезному просторі Африканського континенту не стала основною ареною битв світового конфлікту. Водночас, події, що траплялися, мали неабиякий вплив на розвиток військового мистецтва в методиці ведення партизанської війни та залишили значний слід у військовій історії XX століття.

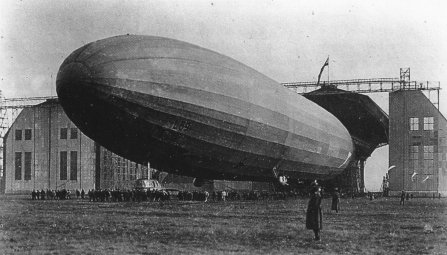
Німецький дирижабль LZ 104 «Das Afrika-Schiff»

Військові дії на сході Африки точилися в надзвичайно складних умовах, в екваторіальному кліматі на важкій перетятій місцевості, позбавленої зручних транспортних комунікацій та інфраструктури, що сприяла б веденню боїв. Усі військові спіткалися з чисельними та суворими перепонами в кампанії. З точки зору учасників битв, шанси загинути в бою були мінімальними; набагато небезпечнішим для вояків було померти від тропічних хвороб, отруйних тварин, голоду чи спраги.
Наступним фактором, що впливав на хід воєнних дій, була потреба у добре організованій системі транспортування та постачання. Цей критерій найсерйознішим чином диктував вимоги в плануванні бою та операції обом сторонам конфлікту. Без чіткої та ефективної організації цього неможливо було передбачити перебіг подій. Солдати потерпалм через постійне недоїдання та брак боєприпасів й інших необхідних у битві речей. Але німцям доводилося битися у найгірших умовах. Оточена з усіх сторін ворогами, а з моря блокадою кораблів противника, німецька колонія потерпала від дефіциту найнагальнішого, їй бракувало елементарного, щоб протистояти союзним арміям, які мали можливості поповнювати свої запаси. Так, у жовтні 1917 року німецьке командування навіть влаштувало безпрецедентну спеціальну місію із застосуванням дирижабля LZ 104, що мав доставити повітрям з Європи більше за 50 тонн боєприпасів, медикаментів та іншого майна для військ П.фон Леттов-Форбека.
Однак, попри колосальні труднощі П.фон Леттов-Форбеку вдалося реалізувати замислене. Близько 400 000 солдатів союзних армій, матросів, цивільних та допоміжних працівників брали участь у кампанії в тій чи іншій якості. Більш того, війська Антанти наймали додатково 600 000 тамтешніх жителів для перенесення зброї, майна та запасів. Союзники залучали до безплідних пошуків невловних загонів німецького генерала ще близько 1 млн африканців. Таким чином, німецькому генералу вдалося відтягнути на себе надзвичайно велику кількість військ противника й змусити їх витрачати значні матеріальні та фінансові резерви. Й хоча він сподівався зв'язати основні сили європейських країн, Антанта використовувала проти нього в основному допоміжні сили, близько 200 000 індійських та південноафриканських військових.
Незважаючи на приголомшливу перевагу ворога в чисельності, силах та засобах, П.фон Леттов-Форбек вміло й результативно протистояв союзникам та на першому етапі війни здобув значних перемог. Але з часом кількість британсько-бельгійських військ зростала все більше, а цього німецький командувач собі дозволити не міг. Й якщо британські та південноафриканські воєначальники шукали генеральної битви, намагаючись остаточно розтрощити противника, німці не ув'язувалися в такого роду бої, ставлячи за мету скоріше виснажити союзні війська, аніж розгромити їх. Але, суворіші умови регіону, постійні сутички та безліч інших факторів зробили свою справу. Якщо на початок кампанії фон Леттов мав компонент силою 9 000 вояків, то наприкінці 1917 року в нього залишилося менше ніж 1 500 солдатів.

## Втрати
За думкою військових істориків загальні втрати досі залишаються не до кінця відомими. Британська імперія втратила у боях кампанії 3 443 солдати загиблими, ще 6 558 померло від хвороб та близько 90 000 жертв сталося серед місцевого населення, що допомагало британцям. У 2007 році британський історик Пейс видав інші дані, що з числа 126 972 британських військовиків, що брали участь у боях, 9 % від цього числа, або 11 189 чоловіків загинуло чи померло з тих чи інших обставин. Ще 95 000 африканців допоміжних військ із загальної чисельності 1 000 000 призваних на службу втратили своє життя.
З німецької сторони точних даних немає. Пейс писав, що щонайменше 350 000 людей померло з різних обставин у Німецькій Східній Африці під час кампанії, переважна більшість від недоїдання та хвороб. Ще 300 000 африканців німецької колонії стали жертвами посухи та відповідно голоду в 1917 році.
Наприкінці Першої світової війни на схід Африки на довершення усіх бід та катастроф обрушилася пандемія Іспанського грипу. У Британської Східної Африці померло від хвороби від 160 до 200 тисяч людей, Південна Африка зазнала смерть 250—350 тисячі чоловіків. Загалом у Субсахарській Африці від епідемії грипу загинуло 1,5-2 млн місцевого населення.